# 大田忠道
大田 忠道（おおた ただみち、1945年 - ）は日本料理の料理人。兵庫県西宮市出身。2004年、黄綬褒章受章。2012年、瑞宝単光章受章。愛称ミッチー。

## 経歴
1945年、兵庫県西宮市に生まれる。その後高知県土佐清水市に転居し、青春時代を過ごす。
学生時代は空手に熱中していた。
1963年に高校を卒業した後、集団就職で東京へ上京する途中、兄が板長を務める大阪・新町の料理屋「森田」を訪ねる。その際に振る舞われたまかない料理を食べて料理の世界に興味を持ち、上京をやめてそのまま兄の店に留まり、料理人修行に入る。
1968年、生地の兵庫県に戻り、23歳で有馬グランドホテルの副料理長に就任する。
1981年、36歳で有馬グランドホテル中の坊瑞苑の総料理長に就任する。
1995年12月、フジテレビ「料理の鉄人」に出演。「フレンチの鉄人」坂井宏行シェフをタコ料理対決で破る。その後も番組内で神田川俊郎らと「大田天地（あまつち）の会」を結成し大田軍団の総帥として、和食の範疇を大きく越える料理をつくる三代目和の鉄人・森本正治に対し弟子を多数「刺客」として送り込むという形で、番組に関与し続けた。
1998年、「料理の鉄人」への出演をきっかけに生まれた「大田軍団」を名実ともに現実化した「全国『天地の会』（あまつちのかい）」を結成。自らの弟子のみならず、日本料理人同士の幅広い交流を目的に活動している。
1998年、兵庫県から「県内の卓越した技術者で、技能の伝承と後継者の育成に熱意があり、模範となる技術者」に与えられる「ひょうごの匠」に認定される。
2000年、神戸市から地元の優秀な技術・技能者に与えられる「神戸マイスター」に認定される。
2002年、有馬グランドホテル中の坊瑞苑を退職し、同じ有馬温泉に料理旅館「旅篭」を立ち上げる。
2004年、黄綬褒章を受章する。
2012年、瑞宝単光章を受章する。
長年日本料理の料理人として数々の要職を歴任しながら800人以上の多くの弟子たちを育て上げた功績が認められている。
前述の「料理の鉄人」では鉄人・森本正治との対立軸から日本料理の伝統を守る料理人のように紹介されていたが、実際はすき焼きに綿菓子を用いたり、西洋食材や中華食材を積極的に取り入れたりするなどの柔軟さを持つ料理人である。

## TV出演
- ちちんぷいぷい（毎日放送）

- ゆうがたGet!（テレビ信州 (月1回出演)）

- ぶっこみジャパニーズ （TBSテレビ）
- 生×カラ!TV（サンテレビ）

## ラジオ出演
- 寺谷一紀のまいど!まいど!（ラジオ関西毎週土曜日 8時～9時50分）